# Deutsche Welle
Deutsche Welle ili u prijevodu Njemački val, skraćeno DW, međunarodni njemački javni medijski servis dostupan na 30 svjetskih jezika koji opslužuje više od 150 milijuna korisnika diljem svijeta. Predstavlja najveći i najpoznatiji medij na njemačkom jeziku namijenjen pružanju vijesti iz Njemačke za strance. Nalazi se u vlasništvu ARD-a, krovne organizacije medijskih ustanova u Njemačkoj.
Osnovana je 3. svibnja 1953. godine. Sjedište kuće nalazi se u Bonnu. Zapošljava oko 3000 zaposlenika u 2 domaća (Berlin i Bonn) i 60 stranih dopisništava. Član je Europske radiodifuzijske unije (EBU-a) i Svjetske radijske mreže (WRN-a).
Kao javni servis novčano se potpomaže i održava iz državnog proračuna (325 milijuna eura za 2017. godinu).

## Vanjske poveznice
- Službene stranice pri www.dw.com